# 圣索菲亚教堂 (帕多瓦)
圣索菲亚教堂（Santa Sofia）是意大利帕多瓦最古老的教堂建筑。它建于10世纪。

## 历史
传统认为该堂兴建在阿波罗神庙的废墟上。最早的文献记载是在1123年2月19日。罗马式立面建于1106 -1127年，现在因土壤下陷有所倾斜。
该堂最初由奥斯定会修士管理，1517年交给本笃会修女。拿破仑占领时期修女被驱逐（1806至1810年），修道院变成国有。
1951-1958年，该堂进行修复，恢复了教会的原始外观，后来的巴洛克特征消失。

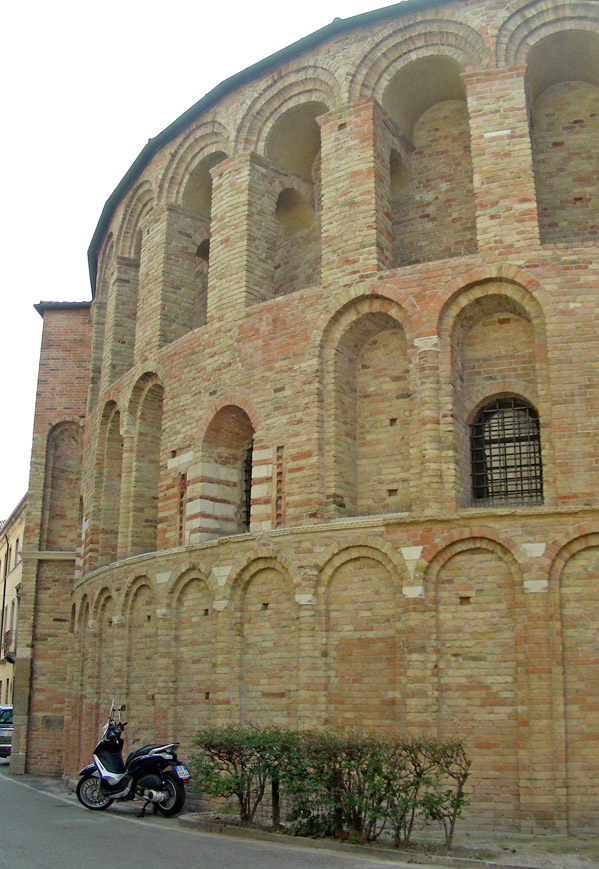

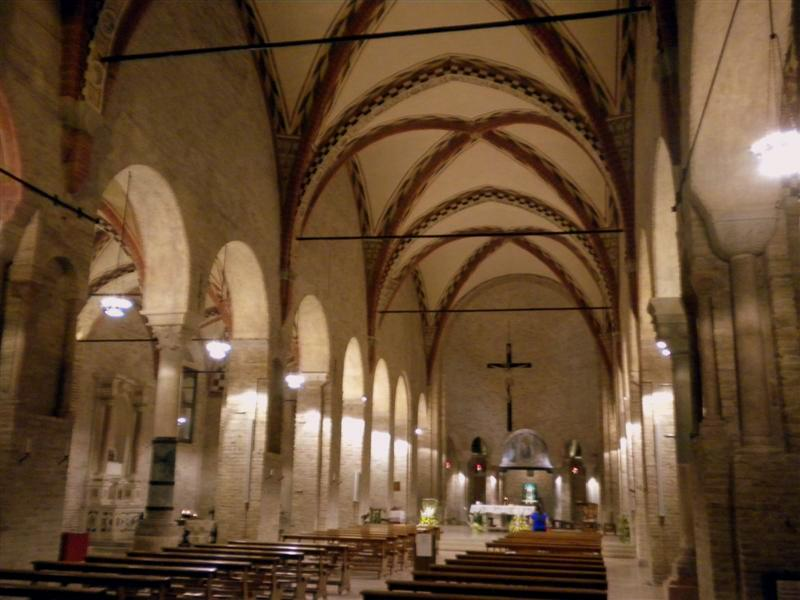

这座教堂是一座堂区教堂，由教区神父管理。